# Димитър Аврамов (политик, р. 1977)
Вижте пояснителната страница за други личности с името Димитър Аврамов.
Димитър Иванов Аврамов е български политик и икономист от ДПС. Народен представител от ГЕРБ в XLI народно събрание и от Движението за права и свободи в XLIV, XLV, XLVI, XLVII и XLVIII народно събрание. Бил е общински съветник в община Монтана. Член е на Контролния съвет на Съюза на птицевъдите.
В периода юли 2009 – ноември 2011 г. е бил член и на комисията по външна политика и отбрана.
През март 2024 г. е осъден за подкуп и търговия с влияние на една година затвор условно с 3-годишен изпитателен срок от Софийския градски съд.

## Биография
Димитър Аврамов е роден на 19 октомври 1977 г. в град Монтана, Народна република България. През 1996 г. завършва Гимназия с преподаване на чужди езици в град Монтана. През 2001 г. завършва специалност „Финанси“ в УНСС, а през 2007 г. магистърска степен по „Предприемачество и финансов мениджмънт“ в Тракийски университет, Стара Загора.
През 2009 г. Димитър Аврамов притежава 30% от акциите на „Гала инвест холдинг“ АД, в същото време дружеството е собственик на 90% от капитала на „Игал“ ООД. „Игал“ от своя страна е арендатор и наемател на земеделски земи през 2008-2010 г. Според справка на земеделското министерство през 2008 г. в това си качество „Игал“ ООД е заявил 620,78 декара обработваеми площи, през 2009 г. – 620 декара, през 2010 г. – 2 231,13 декара. Фирмата е печелила евросубсидии по програмата „САПАРД“.

### Престъпления
През 2011 г. е осъден да плати 5000 лева глоба за конфликт на интереси, заради скандални поправки в закона, които са щели да осигурят привилегии на арендаторите при закупуването на земеделски земи.
На 17 юли 2012 г. е арестуван по подозрение в търговия на влияние, часове преди официалното публикуване на критичния доклад на Европейската комисия. Според прокуратурата, за да извърши услуга той е поискал и получил подкуп от 50 000 лева. Заедно с Димитър Аврамов са задържани служител на ГДБОП, бивш антимафиот и криминално проявено лице. Шефът на ГДБОП Станимир Флоров обяснява че е била изнудвана бизнесдама.
Разследването е установило, че в периода от 6 до 17 юли 2012 г. в Бяла Слатина, Плевен, Монтана и в местността „Тировец“ в землището на Монтана, Аврамов в съучастие с двама помагачи е поискал от бизнесмен 220 000 лв. и право на ползване на земеделски земи, собственост и арендувани от фирма на бизнесмена.
На 29 юни 2016 г. Софийският градски съд оправда изцяло Аврамов и Петков. По-късно обаче Апелативният съд отменя оправдателната присъда и връща делото за ново разглеждане на Софийския градски съд. Производството е спряно, след като Аврамов е избран за народен представител от ДПС.
Според  разследващите неговият брат – Борис Аврамов е ръководел банда от 3-ма души за мокри поръчки. Задържан е за убийството на директорът на звено „Фискален контрол“ в НАП – Иво Стаменов, извършено на 19 декември 2017 г. в София.